# Katedra Świętego Jerzego w Bejrucie
Katedra Świętego Jerzego (arab. كاتدرائية القديس جاورجيوس للروم الأرثوذكس) – prawosławna katedra w Bejrucie. Główna świątynia metropolii Bejrutu Prawosławnego Patriarchatu Antiocheńskiego.

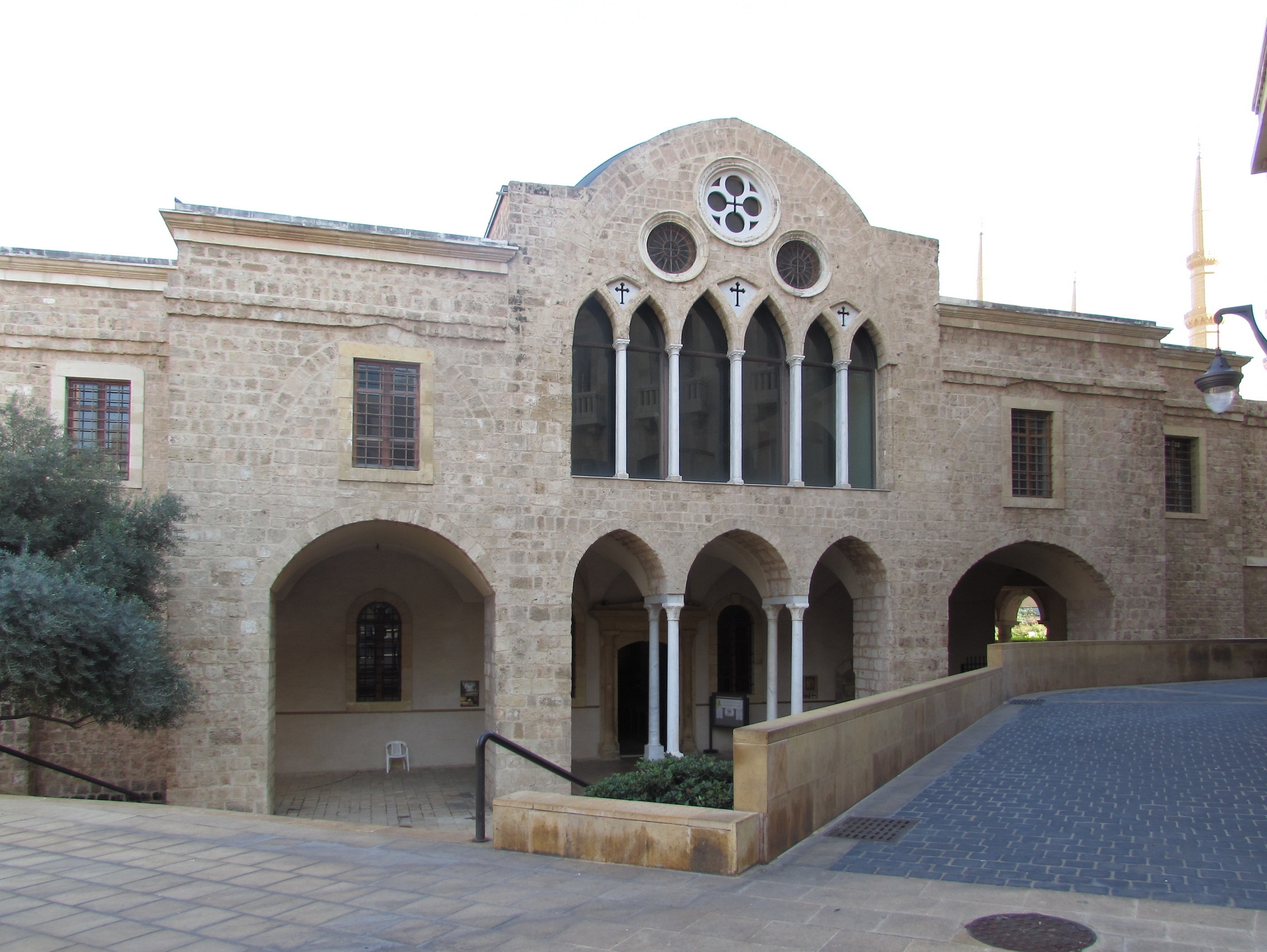
Wejście do katedry

Jest to najstarszy zachowany kościół w mieście; został zbudowany w XII w. w miejscu zniszczonej w 551 r. katedry Anastasi.
XII-wieczna świątynia została zniszczona wskutek trzęsienia ziemi w 1759 r. Odbudowana (z jednym ołtarzem, poświęconym św. Jerzemu), uległa zniszczeniu po kolejnych trzech latach. Ponownie odbudowana (z trzema ołtarzami) w 1772 r. Gruntownie wyremontowana w latach 1998–2003.